# Indukti
Gli Indukti sono un gruppo progressive metal nato nel 1999 a Varsavia (Polonia). All'album di debutto S.U.S.A.R. partecipa come cantante Mariusz Duda del gruppo polacco dei Riverside.

## Formazione
- Wawrzyniec Dramowicz – (batteria)
- Ewa Jabłońska – (violino)
- Piotr Kocimski – (chitarra)
- Maciej Jaśkiewicz – (chitarra)
- Andrzej Kaczńnski – (basso) (contrabbasso)

## Discografia
- 2002 Mytrwa (EP)
- 2004 S.U.S.A.R.
- 2008 Mutum (EP)
- 2009 Idmen